# Álex Ramos
Alejandro Ramos Rodríguez (Arteijo, 11 de abril del 2000) es un futbolista español que juega como centrocampista en el Polvorín FC de la Segunda Federación.

## Trayectoria
Nacido en Arteijo, Álex comienza a jugar al fútbol en el Atlético Arteixo, pasando también por el Montañeros CF y el Celta de Vigo para posteriormente firmar por el RCD Espanyol en 2014. En 2017 deja el club para unirse al Real Valladolid, pasando también por el Racing de Ferrol y finalmente el CD Lugo, donde finaliza su formación.
En 2019 firma por el CSD Arzúa, donde se afianza como un habitual titular, y el 28 de agosto de 2020 se marcha la SD Fisterra de la Tercera Federación. El 9 de julio de 2021 se oficializa su regreso al CD Lugo para jugar en su filial de la misma división.
Logra debutar con el primer equipo el 12 de noviembre de 2022 al partir como titular en una derrota por 1-0 frente al Arenas Club de Getxo en la Copa del Rey. Su debut en liga se produce poco después, el 20 de noviembre, cuando entra como suplente en la segunda mitad en una derrota por 4-0 frente al FC Andorra en la Segunda División.

## Clubes
Actualizado al último partido disputado el 20 de noviembre de 2022.
| Club        | País   | Año       | Partidos | Goles |
| ----------- | ------ | --------- | -------- | ----- |
| CSD Arzúa   | España | 2019-2020 | 24       | 2     |
| SD Fisterra | España | 2020-2021 | 33       | 8     |
| Polvorín FC | España | 2021-act. | 40       | 7     |
| CD Lugo     | España | 2022-act. | 2        | 0     |